# 希姆·约翰松
希姆·约翰松（瑞典語：Kim Johnsson，1976年3月16日—），瑞典男子冰球运动员，场上位置是后卫。他曾代表瑞典国家队参加2002年冬季奥林匹克运动会冰球比赛，获得第5名。